# Юламаново (Аургазинський район)
Юлама́ново (рос. Юламаново, башк. Юламан) — присілок у складі Аургазинського району Башкортостану, Росія. Входить до складу Толбазинської сільської ради.
Населення — 407 осіб (2010; 488 в 2002).
Національний склад:
- чуваші — 95%